# إدوارد وينتورث بيتي
إدوارد وينتورث بيتي هو محامي كندي، ولد في 16 أكتوبر 1877 في ثورولد في كندا، وتوفي في 23 مارس 1943 في مونتريال في كندا.